# Born Reckless
Born Reckless é um filme estadunidense de 1930 do gênero drama policial, dirigido por Andrew Bennison e John Ford e estrelado por Edmund Lowe e Catherine Dale Owen. Leonard Maltin classifica-o como uma "estranha mistura de filme de gângster com filme de guerra". Ford teria sido responsável pelas cenas mudas, apenas.

## Sinopse
Jovem gângster é preso e pode escolher entre ir para a prisão ou alistar-se para lutar na Primeira Guerra Mundial. Ele decide pela farda e quando volta tem de enfrentar seus antigos companheiros.

## Elenco
| Ator/Atriz           | Personagem       |
| -------------------- | ---------------- |
| Edmund Lowe          | Louis Beretti    |
| Catherine Dale Owen  | Joan Sheldon     |
| Frank Albertson      | Frank Sheldon    |
| Marguerite Churchill | Rosa Beretti     |
| William Harrigan     | Good News Brophy |
| Lee Tracy            | Bill O'Brien     |